# Mers et lacs de Titan

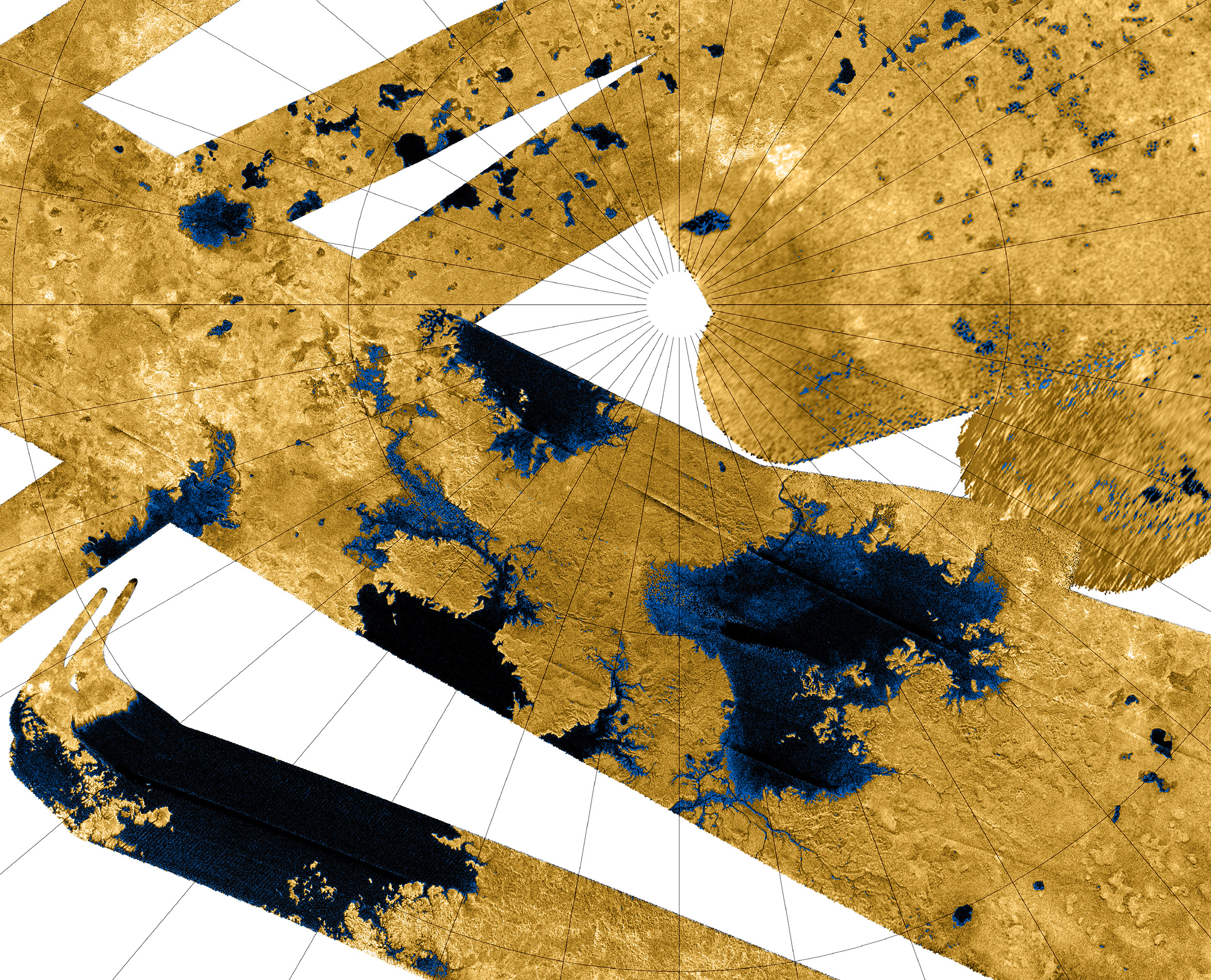
Mosaïque d'images radar en fausse couleur de la région polaire nord de Titan, prises par la sonde Cassini et mettant en évidence des mers, des lacs et des réseaux de rivières d'hydrocarbures. La couleur bleue représente les zones faiblement réfléchissantes au radar, vraisemblablement des lacs d'éthane ou de méthane liquide et d'azote dissous. Des photographies en lumière visible suggèrent que Kraken Mare, la grande zone en bas à gauche, est environ deux fois plus étendue que sur cette image. Ligeia Mare est située en bas à droite, Punga Mare juste au-dessus du centre, Bolsena Lacus en haut à gauche, Kivu Lacus au-dessus du pôle et Sparrow Lacus à gauche en diagonale de celle-ci.

Les mers et les lacs de Titan, satellite naturel de Saturne, sont des étendues d'hydrocarbures liquides. 

## Observation

### Hypothèse
La possibilité de mers de méthane liquide sur Titan est suggérée pour la première fois sur la base des données transmises par les sondes Voyager en 1980 et 1981, qui montrent que le satellite possède une atmosphère épaisse comportant la température et la composition correctes pour permettre leur existence. La première preuve directe est obtenue en 1995, après que d'autres observations depuis la Terre ont également suggéré leur existence, soit sous forme de poches isolées, soit sous la forme d'un océan recouvrant toute la lune.

### Découverte
Lors de son exploration du système de Saturne, la sonde Cassini confirme la présence de lacs d'hydrocarbures disjoints, quoique pas immédiatement. À son arrivée en 2004, on espère détecter de tels lacs grâce à la réflexion de la lumière du Soleil à leur surface, mais aucune réflexion spéculaire n'est initialement observée.
La recherche s'oriente vers les pôles de Titan, où il reste possible que des lacs d'éthane et de méthane liquides puissent exister en abondance de façon stable. Au pôle sud, une zone sombre nommée Ontario Lacus devient le premier lac potentiel identifié, probablement créé par les nuages observés dans la région. Une côte éventuelle est également identifiée au pôle par imagerie radar. Le 22 juin 2006, à la suite d'un survol pendant lequel Cassini image au radar les latitudes nord de Titan, un certain nombre de grandes nappes lisses (et donc sombres au radar) constellent la surface du satellite près du pôle. Sur la base de ces observations, l'existence presque certaine de lacs de méthane est officiellement annoncée en janvier 2007,. L'équipe de la mission Cassini–Huygens conclut que ces caractéristiques correspondent très certainement à des lacs d'hydrocarbures, les premières étendues liquides stables trouvées sur un objet céleste en dehors de la Terre. Certaines semblent posséder des canaux associés et se situent dans des dépressions topographiques.

### Observations ultérieures
À la suite d'un survol de Cassini en février 2008, les observations (au radar et en lumière visible) révèlent plusieurs zones dans la région polaire nord qui peuvent être de grandes étendues de méthane ou d'éthane liquides, y compris un lac de plus de 100 000 km2 (plus grand que le lac Supérieur) et une mer potentiellement aussi grande que la mer Caspienne. Un survol de la région polaire sud en octobre 2007 révèle des zones similaires, ressemblant à des lacs, mais plus petites.
Lors d'un survol proche en décembre 2007, Ontario Lacus est observé dans la région polaire sud et différents constituants sont identifiés. Sur la base de ces observations, il est déduit qu'au moins un des grands lacs de Titan contient véritablement du liquide, qu'il s'agit d'hydrocarbures et que la présence d'éthane est confirmée,.
Les découvertes aux pôles contrastent avec celles de la sonde Huygens, qui atterrit près de l'équateur de Titan le 14 janvier 2005. Les images prises par la sonde pendant sa descente ne mettent en évidence aucune étendue liquide mais indiquent cependant que des liquides ont certainement été présents dans un passé récent, montrant des collines basses parcourues par des canaux de drainage sombres conduisant à une grande région sombre et plate. Initialement, cette région est interprétée comme un lac d'une substance fluide ou pâteuse, mais il est désormais certain que Huygens a atterri à l'intérieur de cette plaine et qu'elle est solide, composée d'un sable de grains de glace. Les images transmises par la sonde depuis le sol montrent une plaine plate recouverte de cailloux arrondis, ce qui pourrait indiquer l'action de fluides.
Le dernier survol de Titan par Cassini en 2017 a montré que certains lacs de l'hémisphère nord ont une profondeur pouvant dépasser 100 mètres, contiennent majoritairement du méthane et sont la source d'écoulements subsurfaces. Plusieurs lacs de l'hémisphère nord feraient l'objet de variations saisonnières pouvant aller jusqu'à l'assèchement.
La stabilité à long terme des lacs reste encore à observer. Des modèles des oscillations de la circulation atmosphérique de Titan suggèrent qu'au cours d'une année saturnienne, les liquides sont transportés depuis la région équatoriale jusqu'au pôle où ils tombent sous forme de pluie. Ceci pourrait expliquer la relative sécheresse de l'équateur.

## Altitudes et « niveau de la mer »
Une étude parue en 2018 montre que les plus grands lacs de Titan seraient au même niveau, suivant un même géopotentiel et formant donc un « niveau de la mer » comme sur Terre. Les lacs plus petits, eux, sont généralement à des altitudes plus élevées. Les petits lacs de méthane aux bords abrupts pourraient être des maars résultant de la vaporisation explosive d'azote liquide en sub-surface.

## Liste

### Nomenclature

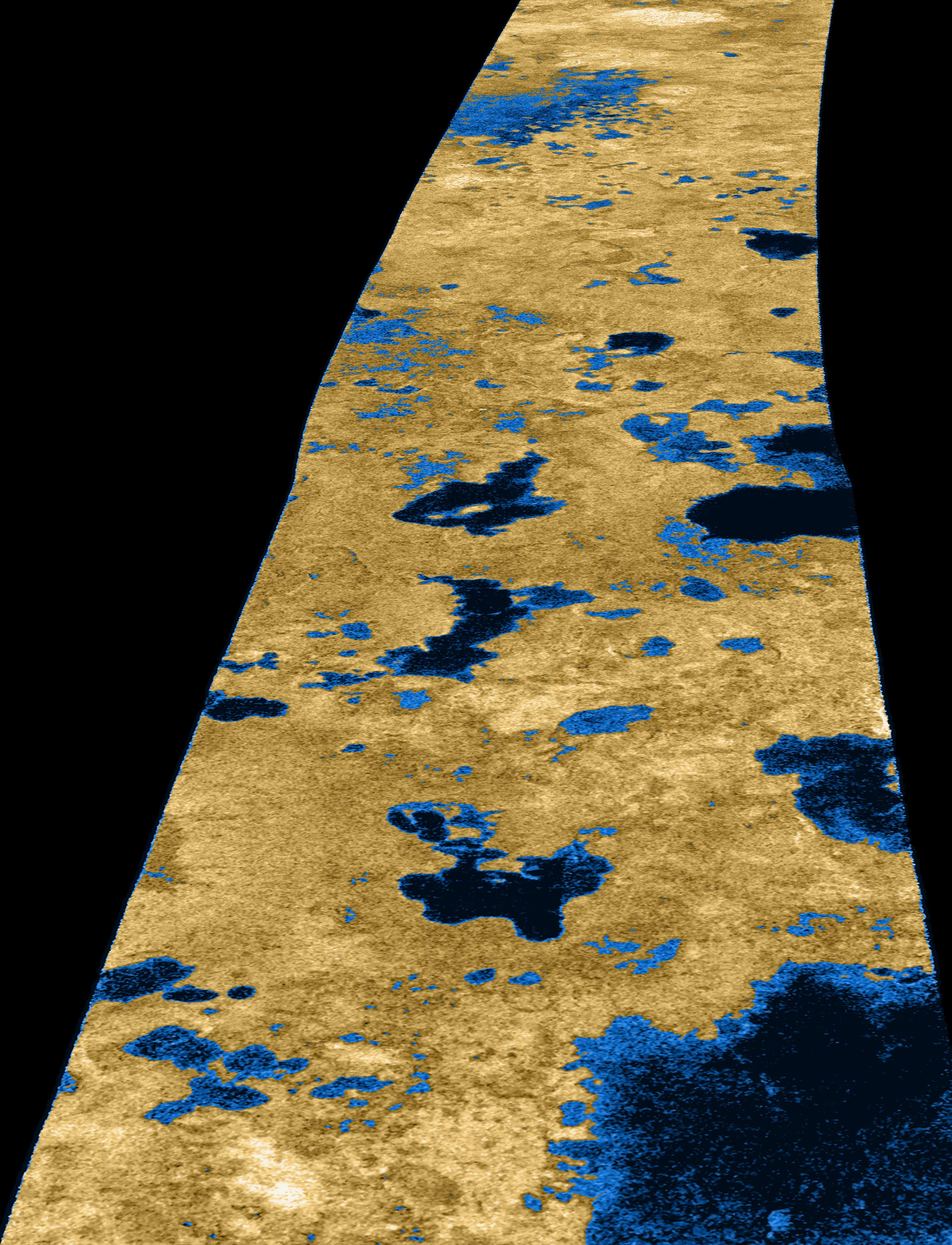
Image radar de lacs d'hydrocarbures sur Titan, prise par la sonde Cassini en 2006. Bolsena Lacus est dans le coin bas droite, avec Sotonera Lacus juste au-dessus sur sa gauche. Koitere Lacus et Neagh Lacus sont visibles vers le milieu, respectivement vers la gauche et la droite. Mackay Lacus est située vers le haut, à gauche.

L'Union astronomique internationale donne le nom de « lac », en latin lacus (pluriel laci), aux zones de Titan dont on pense qu'ils sont des lacs d'hydrocarbures. Ils sont nommés d'après des lacs terrestres. Les grands lacs portent le nom de « mer », en latin mare (pluriel maria), et sont nommés d'après des monstres marins légendaires.

### Mers
Les zones suivantes sont identifiées comme maria :
| Nom         | Coordonnées   | Diamètre (km) |
| ----------- | ------------- | ------------- |
| Kraken Mare | 68° N, 310° O | +1 170,       |
| Ligeia Mare | 79° N, 248° O | +0500,        |
| Punga Mare  | 85° N, 340° O | +0380,        |

### Lacs
Les zones suivantes sont identifiées comme lacus :
| Nom            | Coordonnées           | Diamètre (km) |
| -------------- | --------------------- | ------------- |
| Abaya Lacus    | 73° 10′ N, 45° 33′ O  | +065,         |
| Albano Lacus   | 65° 54′ N, 236° 24′ O | +006,         |
| Atitlán Lacus  | 69° 18′ N, 238° 48′ O | +014,         |
| Bolsena Lacus  | 75° 45′ N, 10° 17′ O  | +101,         |
| Cardiel Lacus  | 70° 12′ N, 206° 30′ O | +022,         |
| Cayuga Lacus   | 69° 48′ N, 230° 00′ O | +023,         |
| Feia Lacus     | 73° 42′ N, 64° 25′ O  | +047,         |
| Freeman Lacus  | 73° 36′ N, 211° 06′ O | +026,         |
| Jingpo Lacus   | 73° N, 336° O         | +240,         |
| Junín Lacus    | 66° 54′ N, 236° 54′ O | +006,         |
| Kivu Lacus     | 87° N, 121° O         | +078,         |
| Koitere Lacus  | 79° 24′ N, 36° 08′ O  | +068,         |
| Lanao Lacus    | 71° 00′ N, 217° 42′ O | +035,         |
| Logtak Lacus   | 70° 48′ N, 226° 06′ O | +014,         |
| Mackay Lacus   | 78° 19′ N, 97° 32′ O  | +180,         |
| Mývatn Lacus   | 78° 11′ N, 135° 17′ O | +055,         |
| Neagh Lacus    | 81° 07′ N, 32° 10′ O  | +098,         |
| Ohrid Lacus    | 71° 48′ N, 221° 54′ O | +017,         |
| Oneida Lacus   | 76° 08′ N, 131° 50′ O | +051,         |
| Ontario Lacus  | 72° S, 183° O         | +235,         |
| Sevan Lacus    | 69° 42′ N, 225° 36′ O | +047,         |
| Sotonera Lacus | 76° 45′ N, 17° 29′ O  | +063,         |
| Sparrow Lacus  | 84° 18′ N, 64° 42′ O  | +081,         |
| Towada Lacus   | 71° 24′ N, 244° 12′ O | +024,         |
| Uvs Lacus      | 69° 36′ N, 245° 42′ O | +027,         |
| Vänern Lacus   | 70° 24′ N, 223° 06′ O | +044,         |
| Waikare Lacus  | 81° 36′ N, 126° 00′ O | +053,         |

## Galerie

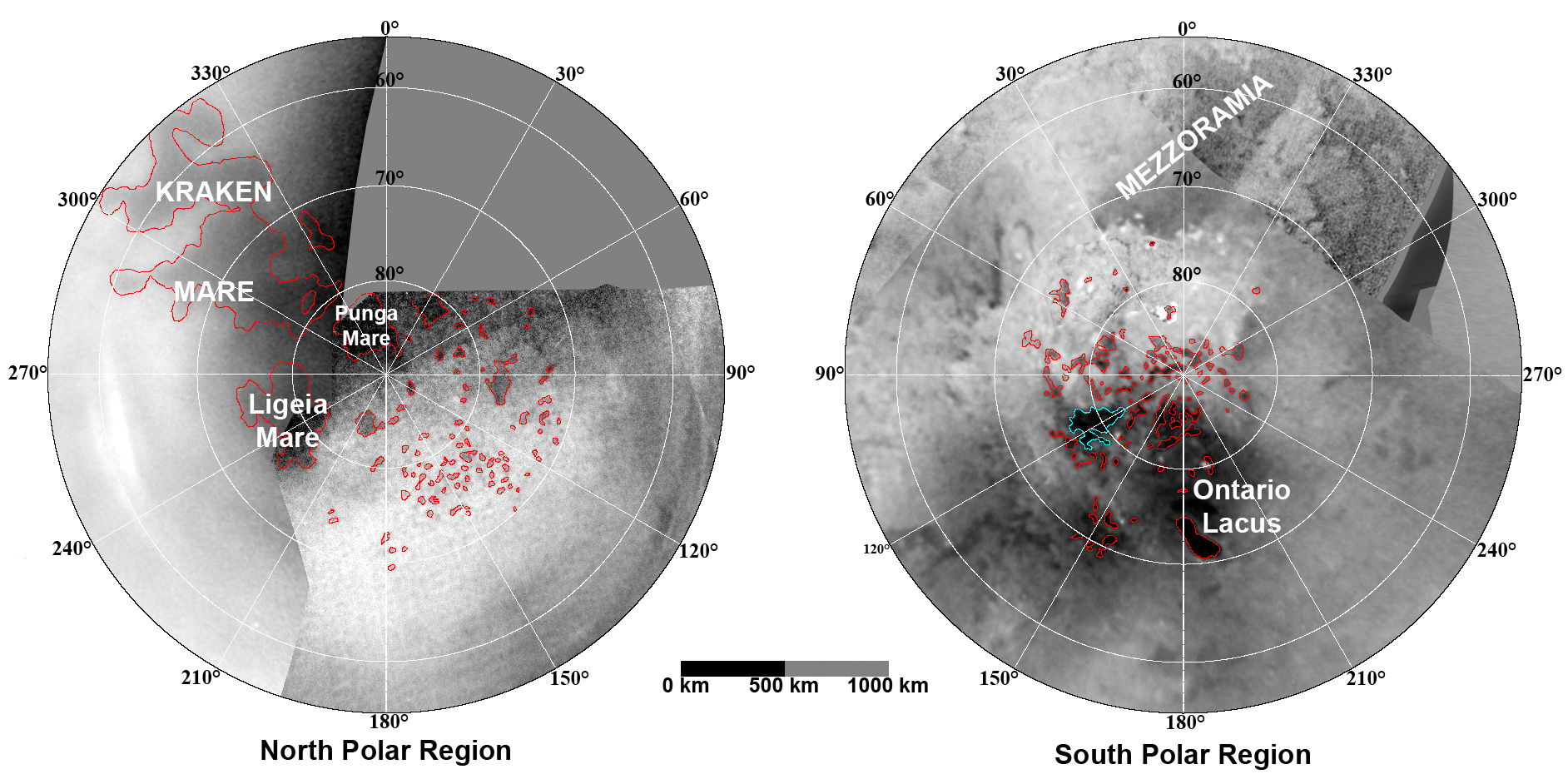
Cartes des régions polaires de Titan, basées sur les images de la sonde Cassini, indiquant des lacs et mers d'hydrocarbures. Les étendues liquides sont surlignées en rouge ; les lignes bleues indiquent une étendue apparue dans l'intervalle 2004-2005.
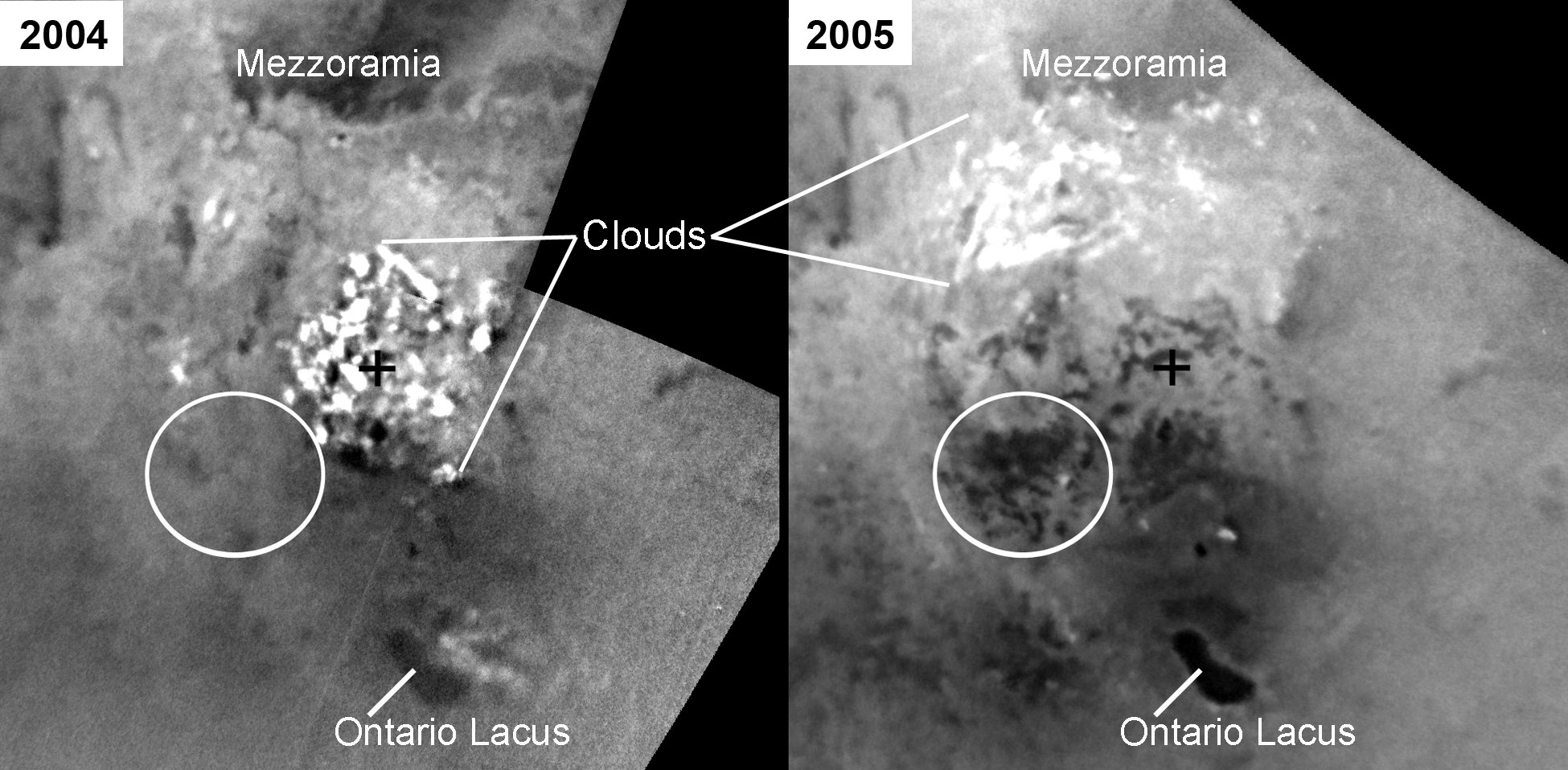
Entre juillet 2004 et juin 2005, plusieurs zones sombres sont apparues dans la région polaire méridionale de Titan. On pense qu'il s'agirait de nouvelles étendues d'hydrocarbures liquides provenant des précipitations de nuages observés dans la zone.
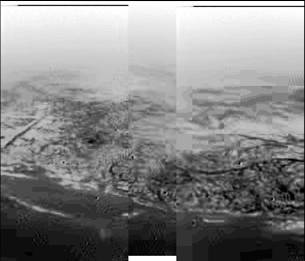
Image de la surface de Titan prise lors de la descente de la sonde Huygens, montrant des collines et ce qui ressemble à une côte et des canaux.
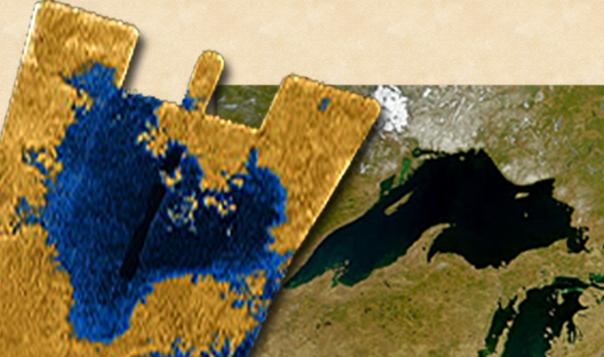
Comparaison des tailles de Ligeia Mare et du lac Supérieur.